# Arabella (canción de Arctic Monkeys)
«Arabella» es una canción de la banda de indie rock Arctic Monkeys de su quinto álbum de estudio, AM. La canción fue confirmada como el quinto sencillo del álbum por la banda y la discográfica Domino se publicó en Italia el 28 de enero de 2014 y en Reino Unido el 10 de marzo de 2014. Una versión en vinilo estaba planeada para ser publicada el 28 de marzo de 2014, pero fue cancelada.

## Composición
La revista Far Out describió la canción como "Una fusión del hip hop y el R&B de finales de los 90s y el hard rock de los 70s" también se señalaron referencias musicales "a temas de Black Sabbath o Led Zeppelin y el futurismo de Dr Dre, combinado con extractos líricos como: “Arabella’s got a ‘70s head, but she’s a modern lover…she’s made of outer space".

## Actuaciones
"Arabella" fue tocada por primera vez el 30 de agosto de 2013, durante la presentación de la banda en el festival Zurich Openair, que era parte del AM Tour. La banda a menudo toca War Pigs de Black Sabbath durante las presentaciones en vivo cuando se interpreta la canción, para darle tiempo a Alex Turner para equipar una guitarra para el solo. La parte de "War Pigs" se toca debido a la similitudes del riff que hay entre las canciones.

## Video musical
Un video musical de la canción, dirigido por director británico Jake Nava, fue estrenado el 2 de marzo de 2014.

## Desempeño comercial
En septiembre de 2013, seguido con el lanzamiento de AM, "Arabella" llegó al puesto 155 en el UK Singles Chart, puesto 26 en el UK Indie Chart, y en el puesto 7 en el chart de Ultratop de la región belga de Flandes. Seguido por el anuncio de que el sencillo iba a salir en marzo de 2014, la canción volvió a entrar en las listas de UK Singles Chart y UK Indie Chart, llegando al puesto 70 y puesto 9 respectivamente, "Arabella" fue añadida por la BBC Radio 1 en la B-List el 10 de febrero de 2014.

## Personal
Arctic Monkeys
- Alex Turner – Voz principal, solo de guitarra, pandereta
- Jamie Cook – Guitarra Principal
- Nick O'Malley – Bajo, coros
- Matt Helders – Batería, percusión, coros

Personal técnico
- James Ford – Producción, pandereta
- Ross Orton – coproducción
- Ian Shea – Ingeniero de sonido
- Tchad Blake – Mezcla
- Brian Lucey – Masterización